# Victor Jörgensen
Victor Jörgensen (Hjørring, 12 giugno 1924 – 29 agosto 2001) è stato un pugile danese.

## Palmarès

### Olimpiadi
- 1 medaglia:
  - 1 bronzo (Helsinki 1952 nei pesi welter)